# Jmelí

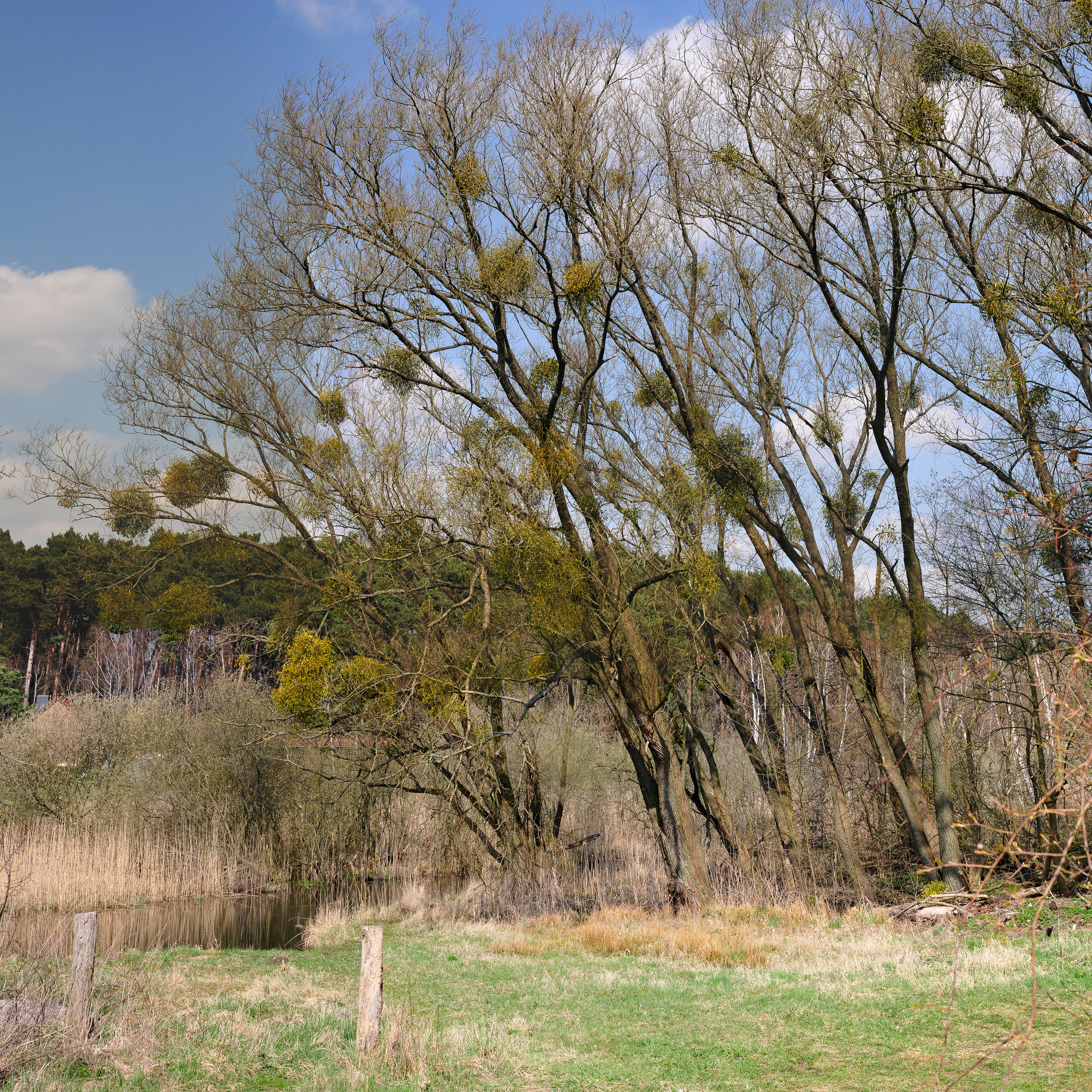
Stromy obrostlé jmelím

Jmelí (Viscum) je rod poloparazitických keříkovitých rostlin. V Česku se vyskytuje pouze jeden druh (v jeho širším pojetí), tzn. jmelí bílé (Viscum album). Celkově se však rozlišuje asi 70–100 druhů.

## Popis
Jednotlivé druhy mohou být jednodomé nebo dvoudomé. Větve jsou na stonku uspořádány vstřícně, po dvou nebo v přeslenech. Listy jsou někdy zakrnělé na pouhé šupiny, jindy jsou plně vyvinuté. Vidličnaté květenství je úžlabní nebo koncové a skládá se z 1–7 květů. Květní stopky jsou zakrnělé nebo chybí. Plody bývají kulovité, oválné či elipsoidní, oplodí je na povrchu hladké či s mírnými výstupky, nepukavé, obvykle rozšiřované ptáky.

## Mytologie
Lidé jsou fascinováni touto rostlinou již od pradávna. Řecký filozof a vědec Theofrastos zkoumal některé základní rysy této rostliny již několik set let před naším letopočtem. Keltskými druidy bylo jmelí považováno za posvátné, protože si drželo svou stále zelenou barvu po celou zimu. Věřili, že vyléčí každou chorobu a funguje i jako protijed. V severské mytologii byl šípem ze jmelí zavražděn Baldr, bůh spravedlnosti a míru. V antice sloužilo jmelí i jako kadidlo a vykuřovaly se s ním domy.
Dodnes jmelí symbolizuje plodnost a štěstí. V Evropě a Severní Americe jsou populární polibky pod vánočním jmelím, které mají dotyčným přinést štěstí a lásku.
Podle tradice by jmelí nemělo být koupeno, ale darováno, a mělo by mít na sobě co nejvíce bobulí, právě ty jsou totiž zárukou štěstí. Kromě tradičního zavěšení mezi dveře či na lustr, ho lze umístit i do vázy nebo může být součástí adventního věnce. Zatímco v minulosti bylo k dostání pouze přírodní zelené jmelí s bílými bobulemi, dnes jsou oblíbené i zlaté či stříbrné verze. 